# Jack Brammall
Jack Brammal (* 15. Oktober 1879 als John George Brammal in Newcastle-upon-Tyne, England; † unbekannt) war ein englisch-geborener amerikanischer Schauspieler auf Bühne und Leinwand.

## Leben
Im Jahr 1909 war er in einer Shubert-Produktion.
Brammal schloss sich 1912 David Miles bei der Kinemacolor Company of America an. Ebenfalls 1912 war er Mitglied des Screen Clubs. 1913 nahm er an einer Party des Screen Clubs teil.

## Filmographie
- Play Square (1921)
- Maid of the West (1921)
- Sunset Jones (1921)
- The Cheater Reformed (1921)
- The Skywayman (1920)
- Terror Island (1920)
- Six Feet Four (1919)
- Rose o’ the River (1919)
- The Master Man (1919)
- Her Inspiration (1918)
- The Girl Who Came Back (1918)
- Confession (1918)
- A Love Sublime (1917)
- The Fatal Glass of Beer (1916)
- The House Built Upon Sand (1916)
- The Wharf Rat (1916)
- Puppets (1916)
- The Little School Ma'am (1916)
- Macbeth (1916)
- The Missing Links (1916)
- The Decoy (1915)
- The Opal Pin (1915)
- The Bankhurst Mystery (1915)
- The Gambler of the West (1915)
- The Stronger Man (1915)
- The Wolf Man (1915)
- A Case of Beans (1915)[4]
- Her Wedding Night (1915)
- The Truth About Dan Deering (1915)
- The War of Wealth (1914)
- The Wife (1914)
- A Fair Rebel (1914)
- The Major's Story (1913)
- Parson Jim's Baby (1913)
- Too Many Maids (1913)
- The Old Mam'selle's Secret (1912)
- Thorns of Success (1912)
- The Silent Call (1912)
- The Installment Plan (1912)
- Down and Out (1912)
- A Warrior Bold (1912)
- The Lighted Candle (1912)